# Монастырь Святого Пантелеимона в Нерези
Монастырь Святого Пантелеимона (макед. Манастир «Свети Пантелејмон») — православный монастырь Северной Македонии, находящийся в селении Нерези близ Скопье. Здесь находится церковь Святого Пантелеимона, фрески которой являются одним из центральных памятников византийского искусства эпохи Комнинов.

## История
Основана в 1164 году Алексеем Комнином, сыном Феодоры (младшей дочери императора Алексея I Комнина) и Константина Ангела.

## Архитектура
Монастырская церковь святого Пантелеимона представляет собой крестовокупольный храм с 5 куполами. Архитектурный стиль романский.

## Фрески
Во фресках Нерези (раскрыты в 1-й пол. XX в.) отразилось новое для византийского искусства стремление выразить Божественное, приблизив его к миру человеческих понятий: сцены исполнены драматизма, эмоционально более доступны зрителю. Многие черты росписи стали признаками «динамического» стиля", доминирующего в византийском искусстве 2-й пол. XII в.: пропорции тел сильно удлинены, идеальный «комниновский» тип ликов нарушен в сторону большей экспрессии, рисунок складок драпировок образован острыми, ломающимися линиями, свет падает на лица и формы активными лучами. Ряд образов (святы в алтаре) отличают черты крайнего аскетизма — их суровые, изборожденные морщинами лица далеки от всего земного. Но повышенная экспрессия образов, драматизм сцен не разрушают при этом классической гармонии целого: фигуры монахов на северной и южной стенах — идеальных пропорций, представлены в естественных позах, будто воспроизводящих постановку античных статуй, ряд образов (св. Пантелеимон и другие юные святые, второстепенные персонажи в евангельских сценах) исполнены изящества и грации. Развитием приемов фресок Нерези стали фрески церквей Св. Бессребреников в Кастории и Св. Георгия в Курбиново (1193), отличающиеся большей экзальтацией образов, остротой и экспрессией рисунка.
Росписи церкви в Нерези создавались в эпоху сложных богословских споров, в ходе которых был подвергнуты сомнению догматы о неслиянном и нераздельном соединении во Христе Божественной и человеческой природ, о единстве лиц Святой Троицы, об истинности Евхаристической жертвы (Константинопольские соборы 1156—1157, 1166 гг.; на последнем присутствовал ктитор нерезского храма). Как зримое доказательство истинности этих догматов в росписи сопоставлены различные образы Христа (в четырёх малых куполах), акцентирована тема Страстей Христовых («Оплакивание» и «Снятие со креста» доминируют в пространстве), в центральной апсиде представлено символическое изображение Святой Троицы — Этимасия (Престол, приготовленный для Христа, который придет судить человечество) с крестом, терновым венцом, голубем и Евангелием.